# Phù Yên
Phù Yên là một huyện miền núi nằm ở phía đông tỉnh Sơn La, Việt Nam.

## Địa lý
Huyện Phù Yên nằm ở phía đông tỉnh Sơn La, có vị trí địa lý:
- Phía đông giáp huyện Tân Sơn, tỉnh Phú Thọ và huyện Đà Bắc, tỉnh Hòa Bình
- Phía tây giáp huyện Bắc Yên
- Phía nam giáp thị xã Mộc Châu và huyện Vân Hồ
- Phía bắc giáp huyện Văn Chấn và huyện Trạm Tấu thuộc tỉnh Yên Bái.

Trung tâm huyện Phù Yên là cánh đồng Mường Tấc, cánh đồng rộng thứ ba của vùng Tây Bắc Bộ, cách thành phố Sơn La khoảng 125 km về phía đông và cách Hà Nội khoảng 160 km về phía tây.
Huyện có diện tích 1.227 km² và dân số là 115.700 người (2019).

## Hành chính
Huyện Phù Yên có 27 đơn vị hành chính cấp xã trực thuộc, bao gồm thị trấn Quang Huy (huyện lỵ) và 24 xã: Bắc Phong, Đá Đỏ, Gia Phù, Huy Hạ, Huy Tân, Huy Thượng, Huy Tường, Kim Bon, Mường Bang, Mường Cơi, Mường Do, Mường Lang, Mường Thải, Nam Phong, Sập Xa, Suối Bau, Suối Tọ, Tân Lang, Tân Phong, Tường Hạ, Tường Phong, Tường Phù, Tường Thượng, Tường Tiến.

## Lịch sử
Huyện Phù Yên vốn là huyện lâu đời nhất của tỉnh Sơn La. Phù Yên thời Nhà Lý đặt tên là châu Phù Hoa đến thời Nguyễn, năm Thiệu Trị thứ nhất năm 1814 đổi tên là châu Phù Yên. Giai đoạn 1955-1962 thuộc khu tự trị Thái - Mèo. Giai đoạn 1962-1975 thuộc tỉnh Nghĩa Lộ. 
Sau năm 1975, khu tự trị Tây Bắc bị giải thể, huyện Phù Yên chuyển từ tỉnh Nghĩa Lộ về tỉnh Sơn La quản lý, bao gồm thị trấn Vạn Yên và 25 xã: Bắc Phong, Đá Đỏ, Gia Phù, Huy Bắc, Huy Hạ, Huy Tân, Huy Thượng, Huy Tường, Kim Bon, Mường Bang, Mường Cơi, Mường Do, Mường Lang, Mường Thải, Nam Phong, Quang Huy, Quang Minh, Suối Bau, Suối Tọ, Tân Phong, Tường Hạ, Tường Phong, Tường Phù, Tường Thượng, Tường Tiến.
Ngày 13 tháng 4 năm 1977, thành lập thị trấn Phù Yên (thị trấn huyện lị huyện Phù Yên) và giải thể thị trấn Vạn Yên.
Ngày 25 tháng 7 năm 1978, đổi tên xã Quang Minh thành xã Sập Xa.
Ngày 16 tháng 1 năm 1979, chia xã Mường Lang thành 2 xã: Tân Lang và Mường Lang.
Ngày 14 tháng 11 năm 2024, Ủy ban Thường vụ Quốc hội ban hành Nghị quyết số 1280/NQ-UBTVQH15 về việc sắp xếp đơn vị hành chính cấp xã thuộc tỉnh Sơn La giai đoạn 2023–2025 (nghị quyết có hiệu lực từ ngày 1 tháng 2 năm 2025). Theo đó:
- Sáp nhập thị trấn Phù Yên và một phần các xã Quang Huy, Huy Bắc thành thị trấn Quang Huy
- Sáp nhập phần còn lại của xã Huy Bắc vào xã Huy Hạ
- Sáp nhập phần còn lại của xã Quang Huy vào xã Suối Tọ.

Huyện Phù Yên có 1 thị trấn và 24 xã như hiện nay.

## Kinh tế - xã hội
Phù Yên có tất cả 12 dân tộc sinh sống. Người dân tộc Thái, Mường chiếm phần đông dân số ở đây.
Tiềm năng kinh tế: Sẽ có 2 dự án Nhà máy thủy điện tích năng trong tổng số 3 nhà máy tại Việt Nam với công suất mỗi nhà máy trên 1.000 MW sẽ được xây dựng trong thời gian tới. Nhà máy thủy điện Đông Phù Yên (1.500 MW)có dự kiến thi công từ năm 2013- 2018 với số vốn gần 1 tỷ đô la Mỹ đã được Chính phủ phê duyệt đầu tư.

## Giao thông
Tỉnh lộ 113 nay đổi thành QL37 theo hướng tây đi huyện Bắc Yên, quốc lộ 37 theo hướng đông bắc đi huyện Văn Chấn (Yên Bái). Quốc lộ 32B đi sang tỉnh Phú Thọ; Quốc lộ 43 từ Phù Yên đi Vạn Yên, rồi Mộc Châu.